# Жукотки
Жуко́тки (укр. Жуко́тки) — село Черниговского района Черниговской области Украины. Расположено в 28 км от районного центра и в 4 км от одноимённой железнодорожной станции на участке Чернигов — Овруч Юго-Западной железной дороги. Население 382 человека (по состоянию на 2017 год).
Берёт своё начало река Руда.

## История
На окраине села обнаружены остатки славянского поселения III—V вв. и поселения периода Киевской Руси (IX—XIII вв.).
Первое письменное упоминание о селе датируется 1625 годом. На территории села была найдена монета Речи Посполитой — Полторак (1,5 гроша) 1623 года. В 1728 году село Жукотки стало принадлежать сыну черниговского полковника и наказного гетмана Павла Леонтьевича Полуботка бунчуковому товарищу Якову Павловичу Полуботку.
В 1784 году в селе, при владельцах Лашкевичах, была построена деревянная Николаевская церковь (скорей всего перестроена, так как в 1740 году Николаевская церковь уже есть). В её северном приделе находилось захоронение представительницы рода Лашкевичей, девицы Параскевы Ивановны.
Последними владельцами села стали представители рода Дурново: Николай Александрович Дурново приобрел его в 1843 году, а его сын, Иван Николаевич, продал имение в 1900 году Крестьянскому поземельному банку.
С 1861 года в составе Антоновской волости Черниговского уезда.
С 1868 года в Жукотках действовала церковно-приходская школа, а в 1914 году была построена земская.
В январе 1918 года в селе была установлена советская власть. Жукотки в это время входили в состав Антоновичской волости Черниговского уезда. С 1923 года Жукотки стали центром сельского совета Довжицкого района, а с 1929 — Козлянского (переименован в 1935 году в Михайло-Коцюбинский). С 1963 года — село в составе Черниговского района.
На фронтах Великой Отечественной войны против немецко-фашистских захватчиков сражались 237 жителей села, из них 93 погибли, за проявленное мужество и героизм 155 человек награждены орденами и медалями. В память о воинах-освободителях, погибших в борьбе против гитлеровцев, на территории села сооружён памятник.

## Власть
До 2.09.2016 года орган местного самоуправления — Жукотковский сельский совет.
С 2.09.2016 года орган местного самоуправления — поселковый совет Михайло-Коцюбинской объединённой территориальной громады. В состав Михайло-Коццюбинской объединенной территориальной громады входит 11 громад, в том числе Жукотковская громада.
Возглавляет объединенную Михайло-Коцюбинскую территориальную громаду поселковый голова, а каждую из громад, входящих в объединённую громаду, возглавляет староста (избирается отдельно в каждой громаде).
Почтовый адрес административного здания Жукотковской громады: 15517, Черниговская обл., Черниговский р-н, с. Жукотки, ул. Независимости, 24.

## Население
В 1866 году в селе было 90 дворов и 545 жителей.
В 1897 году — 152 двора и 964 жителя.
В 2002 году в Жукотках насчитывалось 185 дворов и проживало 476 жителей.
В 2017 году количество жителей — 382 человек (176 жителей мужского пола и 206 женского).

## Язык
Большинство жителей общаются между собой на говорах, очень похожих по описанию на северное наречие украинского языка, в частности похожих на восточнополесский диалект украинского языка. В селе можно различить два говора: говор коренных жителей села — произношение более мягкое, ближе к русскому или белорусскому языкам (село, небо, земля). И говор переселенцев из села Сивки — произношение твёрдое, как в украинском (сэло, нэбо, зэмля). Однако звучание дифтонгов одинаково в обоих говорах, например: диэд, лиэс, пиэч, куонь, стуол.
В отдельных случаях в общении можно услышать русский и украинский языки. В школе обучение ведётся на украинском языке.

## Транспорт
В 4 км от центра села расположена железнодорожная станция Жукотки Юго-Западной железной дороги на участке Чернигов — Йолча. По классификации станция Жукотки является промежуточной, 5 класса, с ответвлением на Жидиничи и полигон Гончаровское.
В 5 км от центра села расположена железнодорожная станция Левковичи. Станция Левковичи более удобна для жителей с. Жукотки из-за асфальтированной дороги (4,3 км асфальт и 0,7 км грунтовая дорога).
Из г. Чернигов три раза в день отправляется рейсовый автобус на село Антоновичи, проезжающий через село Жукотки. Второй проходящий через село автобус — Чернигов-Шибириновка — отменён после коронавирусных ограничений.

## Телевидение
По состоянию на декабрь 2021 года, на территории села доступен приём из г. Чернигов 5-ти каналов эфирного аналогового телевидения (из ранее транслируемых 14-ти каналов, 9 отключены).
С 2011 года начато телевизионное вещание в цифровом стандарте DVB-T2. По состоянию на декабрь 2021 года на территории села доступен приём из г. Чернигов 32-х каналов украинского цифрового эфирного телевидения. Это мультиплексы MX-1, MX-2, MX-3, MX-5 — источник Архивная копия от 18 февраля 2020 на Wayback Machine.
Из посёлка Брагин, что расположен в Белоруссии на расстоянии 60 км к северо-западу от села Жукотки, доступен приём первого белорусского мультиплекса — восемь бесплатных каналов цифрового эфирного телевидения в стандарте DVB-T. Из Брагина так же возможен прием второго белорусского мультиплекса в стандарте DVB-T2. Источник. Архивная копия от 5 декабря 2020 на Wayback Machine

## Хронология событий произошедших в селе и связанных с селом
- 2021 год, август — октябрь, в селе построена оптическая сеть передачи данных, стало доступно подключение к сети Интернет по оптоволоконному кабелю (технология GePON), максимальная скорость приема/передачи для абонентов от 50 Мбит/с и выше.
- 2021 год, сентябрь — полная замена стационарного отделения Укрпочты передвижным на базе автомобиля. С мая 2018 года совместно с передвижным частично работало стационарное отделение.
- 2021 год, август — начат регулярный вывоз мусора от населения (первый вторник каждого месяца).
- 2021 год — после окончания учебного года 2020—2021, школа прекратила свою деятельность. Ближайшие действующие школы в с. Шибириновка и в посёлке Михайло-Коцюбинское. Школьный автобус с начала учебного года возит детей в школу в Михайло-Коцюбинское.
- 2021 год, начало марта — прекратила работу АТС (автоматическая телефонная станция проводной связи) из-за аварийного состояния здания.
- 2020 год, сентябрь — закончен капитальный ремонт дороги на участке от центра с. Жукотки до с. Шибириновка.
- 2020 год (начало года) — внутри помещения школы закончена постройка тёплого туалета, подведен водопровод из пробитой скважины.
- 2019 год, закрыта Левоньковская психиатрическая больница. Все больные перевезены в психо-неврологическую больницу (с. Халявин), там же предложено работу персоналу. По состоянию на февраль 2020 года в корпусах бывшей Левоньковской психиатрической больницы действует приют для бездомных граждан.
- 2019 год, июнь — от села в сторону Высокого вала начали прокладывать новый асфальт.
- 2019 год, май…июнь — установлена вышка мобильной связи вблизи бывшего колхозного дома животноводов.
- 2018 год, август — сделано освещение по главным улицам села. Впервые включено в темное время суток с 19-го на 20 октября 2018 года. На остальных улицах освещение запущено в эксплуатацию 17.04.2020 г.
- •2018 год, февраль, 12 число — к школе подключен интернет по оптоволоконному кабелю.
- 2017 год, осень — за деньги Михайло-Коцюбинской объединенной территориальной общины в селе открыт памятник погибшим воинам в годы Великой Отечественной войны. Новость про открытие якобы нового памятника имеется на сайте Михайло-Коцюбинского объединенной территориальной громады[5]. На самом деле был капитально реставрирован с добавлением новых элементов и оградки старый советский памятник — братская могила воинов, погибших при освобождении с. Жукотки. Добавлены мемориальные плиты со списками погибших в Великой Отечественной войне жителей сёл Гирманка, Жукотки, Левоньки, Сивки.
- 2016 год, декабрь, 18 число — в селе Жукотки на избирательном участке № 740828 (в доме культуры) состоялись первые выборы депутатов Михайло-Коцюбинского поселкового совета, первые выборы Михайло-Коцюбинского поселкового головы. На пост поселкового головы избран Завальный Николай Васильевич (1976 г.р.).
- 2016 год, лето — разобран бывший колхозный зерносклад, продолжается разборка бывших колхозных коровников.
- 2015 год, октябрь, 25 число — на местных выборах избран новый сельский голова Двойнос Максим Михайлович (1983 г.р.).
- 2015 год, май, 9 число — первый раз государственный флаг Украины стандартного размера (130 х 90 см) вывешен за пределами государственных зданий — закреплен на верхушке заброшенного телефонного столба на въезде в село со стороны М.Коцюбинского.
- 2013 год, октябрь — школа получила доступ к Интернет (куплен модем, поддерживающий технологию CDMA2000 1x EV-DO rev.A).
- •2013 год, весна — в селе осталась одна череда коров от домашних хозяйств (из-за сокращения поголовья две ранее существующие череды сведены в одну).
- 2013 год, зима, весна — аномально высокий уровень грунтовых вод, практически во всех погребах по селу появилась вода.
- 2012 год, декабрь, 26 число — приватное сельскохозяйственное предприятие «Жукотковское» переименовано в «Слобожанщина Агро».
- 2012 год, октябрь — из избирательного участка, расположенного в доме культуры села Жукотки, ведется через Интернет онлайн трансляция выборов народных депутатов Украины 2012 года, видео и звук. Для получения технической возможности такой трансляции, к дому культуры был временно подключен двусторонний Интернет от спутниковой антенны.
- 2012 год, апрель — на территории села стал доступен скоростной интернет по технологии AirMax (симметричная скорость приёма/передачи данных до 10 Мбит/с).
- 2011 год — проведена капитальная реконструкция бывшего колхозного картофелехранилища, установлено оборудование климат контроля.
- 2011 год, лето — по главным улицам, частично, поверх старого разбитого асфальта, положен новый асфальт.
- 2010 год, октябрь — торжественный запуск газопровода. Около 100 жилых домов получили доступ к «голубому» топливу. На запуске газопровода присутствовал народный депутат Украины Чечетов Михаил Васильевич.
- 2010 год, осень — из фермы хозяйства на базе бывшего колхоза имени «Щорса» вывезен последний крупный рогатый скот, ферма полностью опустела.
- 2002 год, май, 22 число — освящён Свято-Николаевский престол церкви. Церковь расположилась в бывшем здании детского садика, ещё раньше в этом здании располагался старый дом культуры.
- 2000 год, февраль, 24 число — КСХП им. Щорса реорганизовано в сельскохозяйственный производственный кооператив (СХПК) «Жукотковский». Через год реорганизован в приватное сельскохозяйственное предприятие (ПСП).
- 1994—1999 годы (приблизительно) — из-за частых отключений электричества жителям села в тёмное время суток приходится пользоваться свечами и керосиновыми лампами. С 2000 года отключения прекратились.
- 1993 год, февраль, 2 число — колхоз им. Щорса с. Жукотки переименован в коллективное сельхозпредприятие (КСХП) им. Щорса.
- 1992 год — открыт новый магазин.[6]
- 1976 год — открыто почтовое отделение.[6]
- 1975 год — на колхозные деньги построен дом культуры на 200 мест.[6]
- 1971…1972 годы (приблизительно) — по дорогам села положен первый асфальт.
- 1968…1969 годы — много переселенцев из села Сивки. Застраиваются новые улицы, позже названные: «Новая», «Лесная». Также удлинилась в сторону с. Слобода улица, позже названная, как «Слободская».
- 1967 год — за успехи в развитии сельского хозяйства 44 труженика колхоза имени Н. И. Щорса отмечены правительственными наградами. Доярка Любовь Николаевна Кот награждена двумя орденами Ленина. Бригадир механизированного звена по выращиванию картофеля Иван Максимович Калита награждён орденами Ленина и Трудового Красного Знамени.[6]
- 1957 год — на братской могиле, где покоится прах десяти советских воинов, погибших при освобождении села, установлен памятник.[6]
- 1954 год — открыта новая сельская библиотека.[6]
- 1943 год — освобождение села от немецко-фашистских захватчиков.[6]
- 1941—1945 годы — 237 жителей сражались на фронтах Великой Отечественной войны, 155 — награждены орденами и медалями, 93 — погибли.[6]
- 1932 год, октябрь — в селе Жукотки введен режим так называемых «чёрных досок». Как правило, на «черные доски» попадали села, имевшие большое недовыполнение планов заготовок.[7]
- 1930 год — образовано коллективное хозяйство имени Н. А. Щорса.[6]
- 1925 год — открыта изба-читальня.[6]
- 1924 год — основана комсомольская организация.[6]
- 1920 год — основана партийная организация.[6]
- 1918 год, январь — установлена советская власть.[2]
- 1914 год — построена земская школа.[2]
- 1868 год — начала действовать церковно-приходская школа.[2]
- 1859 год — некоторые данные по селу занесены в книгу:[8] По этим данным село Жукотки находится в списке населенных пунктов, относящихся к территории, расположенной вправо от дороги из города Чернигова, через село Козел, до границы Минской губернии. Положение села: при колодцах. Расстояние от уездного города: 17 вёрст; от станов. кварт. : 8 вёрст. Число дворов: 90. Число жителей мужского пола: 274; число жителей женского пола: 273. На территории села расположены: церковь православная, завод сахарный.[8]
- 1784 год — построена деревянная Николаевская церковь.[2]
- 1625 год — первое письменное упоминание о селе.[2]